# Elend
Das Wort Elend stammt aus dem mittelhochdeutschen Ellende, das zunächst für „anderes Land“, „Verbannung“, später für Not und Trübsal steht. Elend beschreibt einen Zustand von Not, Armut oder Hilflosigkeit, bildungssprachlich auch Misere; ursprünglich gekoppelt mit der Zusatzbedeutung Vereinsamung oder Ausgestoßenheit. Elend wird sowohl als Adjektiv als auch als Substantiv genutzt und beschreibt in allen Formen einen „schlechten“ Zustand.

## Etymologie und Begriffsverwendung
Das zusammengesetzte Adjektiv aus dem Althochdeutschen elilenti (8. Jh.), mittelhochdeutsch ellende ‘aus der Fremde kommend, nicht einheimisch’ wurde in der Bedeutung ‘Fremdling’ substantiviert, ferner bezeichnete es ‘in der Fremde lebend, aus der angeborenen Rechtsgemeinschaft ausgewiesen, verbannt’ sowie substantiviert ‘Vertriebener, Verbannter’. So dient das Wort auch als Übersetzung des lateinischen Substantivs exsilium (Verbannung), ein Zusammenhang, auf den auch das Deutsche Wörterbuch der Brüder Grimm hinweist. Seit dem 11. Jahrhundert wurde damit auch ‘Bedürftigkeit, Unglück, Jammer’ assoziiert. Das Adjektiv bezeichnete damit eigentlich ‘den, dessen Heimatland ein anderes ist’ als das, in dem er sich schutzlos aufhält. In neuerer Sprache steht elend häufig im Sinne von ‘schlimm, schlecht’ (elender Dichter, Schurke) oder auch als Verstärkung ‘sehr’ („es ist elend heiß“). Aus dem Adjektiv entwickelte sich so das Substantiv Elend für ‘Not, Armut, Unglück’, zunächst für ‘Fremde, Aufenthalt in der Fremde (im anderen Land), Heimatlosigkeit, Verbannung’ im 9. Jahrhundert sowie um das Jahr 1000 auch für ‘leidvolles Dasein’. Noch im 18. Jahrhundert gab es Verwendungen, die die alte Bedeutung der ‘Fremde’ bewahrten (ins Elend gehen, schicken).
Im 15. Jahrhundert wurden sogenannte Elenden-Herbergen hauptsächlich für Pilger eingerichtet. So definierte 1885 das Reallexicon der Deutschen Altertümer Vereine, „die sich die Sorge für arme und kranke Fremde zur Aufgabe gemacht hatten“, als Elenden-Brüderschaften. Das Grammatisch-kritische Wörterbuch der Hochdeutschen Mundart von Adelung definierte Elend 1793 als veraltet für Exil: „ein fremdes Land, so fern der Aufenthalt in demselben als eine Strafe, oder als eine Widerwärtigkeit angesehen wird, exilium; ein größten Theils veraltetes Wort.“
Als Verelendung wurde 1867 nach der Verelendungstheorie von Karl Marx der gesetzmäßige Prozess der Verschlechterung der Lebensverhältnisse der Arbeiterklasse im Kapitalismus bezeichnet, gleichbedeutend mit Verarmung und Pauperismus. In der Zeit des Nationalsozialismus wurde der Film Die Erbschaft von Jacob Geis und Karl Valentin wegen sogenannter „Elendstendenz“ mit einem Totalverbot belegt.